# 日本の画家一覧
日本の画家一覧（にほんのがかいちらん）は、日本の主な画家の五十音順一覧である。日本以外の画家は画家の一覧を参照。
| 目次 | 目次 | 目次 | 目次 | 目次 | 目次 | 目次 | 目次 | 目次 | 目次 | 目次 |
| ---- | ---- | ---- | ---- | ---- | ---- | ---- | ---- | ---- | ---- | ---- |
| わ   | ら   | や   | ま   | は   |      | な   | た   | さ   | か   | あ   |
|      | り   |      | み   | ひ   |      | に   | ち   | し   | き   | い   |
| を   | る   | ゆ   | む   | ふ   |      | ぬ   | つ   | す   | く   | う   |
|      | れ   |      | め   | へ   |      | ね   | て   | せ   | け   | え   |
| ん   | ろ   | よ   | も   | ほ   |      | の   | と   | そ   | こ   | お   |

## あ行

### あ
- 靉光
- 会田誠
- 相笠昌義
- 相澤トオル
- 青木繁
- 青木敏郎
- 赤坂三好
- 赤木範陸
- 赤松麟作
- AKI (画家)
- 秋葉杜紫
- 阿久津正志
- 浅井忠
- 淺井裕介
- 朝倉摂
- 朝倉隆文
- 朝井閑右衛門
- あさのひろし。
- あがわ医院
- 麻田鷹司
- 小豆澤亮一
- 東學
- AKI (画家)
- 秋玲二
- 秋野亥左牟
- 阿部高大
- 阿部俊明
- 阿部合成
- 阿部貞夫
- 阿部豪一
- 有田巧
- 有元利夫
- 荒井恵子 (画家)
- 荒木淳一
- 荒川勝英
- 荒川修作
- 有道佐一
- 安東雄一郎
- 安部真知
- 安野光雅
- 安藤純 (画家)
- 安藤勇寿
- 安保真
- 安達巌
- 雨田光弘
- 雨利
- 天野タケル
- 天野弓彦
- 天野喜孝
- 新井文月
- アリカワコウヘイ
- 有田和之
- 粟田哲夫

### い
- エスパー伊東
- 池上秀畝
- 池大雅
- 池田丈一
- 池田遙邨
- 池田満寿夫
- 池田うえもん
- 池田源英
- 池田学 (画家)
- 池原昭治
- イケムラレイコ
- 石井一男
- 石井鈴
- 石川晃治
- 石川敏夫
- 石川吾郎
- 石田徹也
- 石原延啓
- 石郷岡敬佳
- 石坂浩二
- 石丸雅通
- 磯江毅
- 磯部百鱗
- 磯野宏夫
- 伊勢崎勝人
- 伊藤清永
- 伊藤若冲
- 伊東深水
- 伊藤彦造
- 伊藤存
- 伊藤卓美
- 伊藤知宏
- 伊藤秀男
- ITOKiN
- アルフォンス・イノウエ
- 井上球二
- 井上直久
- 井上三綱
- 井上文太
- 井手宣通
- 猪熊克芳
- 猪熊弦一郎
- 稲垣征次
- 今井俊満
- 今井喬裕
- 今辻琇子
- 入江波光
- いわさきちひろ
- 岩井昇山
- 岩倉令峰
- 岩﨑絵里
- 岩崎勝平
- 岩佐又兵衛
- 岩田専太郎
- 岩橋英遠
- 岩田幹彦
- 岩佐なを
- 岩崎一彰
- 岩淵陽人
- 五十嵐仁之
- 生嶋順理
- 泉谷淑夫
- 市川孝典
- 市場大介
- 稲垣征次
- 狗巻賢二
- 菴連也
- イマイアキノブ

### う
- 植松奎二
- 梅津諭
- 植田工
- 植月英俊
- 上杉裕世
- 上田毅八郎
- 上田臥牛
- 上前智祐
- 上村松園
- 上村松篁
- 上村淳之
- 牛玖健治
- 牛島憲之
- 歌川国芳
- 歌川豊春
- 歌川広重
- 歌川国貞
- 浦上玉堂
- 浦上春琴
- 宇野満寿美
- 宇田荻邨
- 宇田川宣人
- 宇田要之助
- 梅沢空世
- 梅津諭
- 梅原龍三郎
- 内田文武
- 内田正泰
- 内山ユニコ
- 内海信彦

### え
- 江原岳瑤
- 江川敏弘
- 海老原喜之助
- 遠藤彰子
- 瑛九
- 榎木孝明
- 遠藤剛熈
- 遠藤ミマン

### お
- 大河原隆則
- 大津英敏
- 大野勝彦
- 大野彩（おおの みさお）
- 大塚清六
- 大塚耕二
- 大西守博
- 大西浩仁
- 大山忠作
- 大山美信
- 大橋翠石
- 大橋了介
- 大岩オスカール
- 大内青琥
- 大浦信行
- 大岡立
- 大久保公治
- 大里宗之
- 大澤喜一
- 太田螢一
- 大竹伸朗
- 大谷芳照
- 大槻透
- 大西幸仁。
- 大貫松三
- 大根田真
- 大庭大介
- 大場伸之
- 織田廣喜
- 尾形光琳
- 尾形乾山
- 尾形純
- 岡鹿之助
- 岡村倫行
- 岡崎乾二郎
- 岡田修二
- 岡田嘉夫
- 岡田謙三
- 岡田三郎助
- 岡﨑乾二郎
- おかべてつろう(旧:岡部哲郎)
- 岡本帰一
- 岡本神草
- 岡本太郎
- 岡本唐貴
- 岡本修
- 岡本真来
- 岡本泰彰
- 岡本優
- 岡本雄司
- 小笠原明代
- 小川信治
- 小川芋銭
- 小川千甕
- 小川詮雄
- 小倉遊亀
- 小野竹喬
- 小茂田青樹
- 小高弘之
- 小原聖史
- 荻須高徳
- 荻野康児
- 荻原克哉
- 奥田元宋
- 奥田省一
- 奥谷博
- 奥津香里命
- 奥津国道
- 奥村厚一
- 奥村土牛
- 奥村政信
- 奥村彰一
- 奥村靫正
- 恩地幸四郎
- オチオサム
- 及川キーダ
- オノサトトシノブ

## か行

### か
- 甲斐仁代
- 甲斐荘楠音
- 海北友松
- 海法秀一
- 角間貴生
- 角章
- 笠井誠一
- 片岡球子
- 梶田半古
- 梶田達二
- 梶山俊夫
- 堅山南風
- 香月泰男
- 葛飾北斎
- 桂ゆき
- 桂川寛
- 加藤一
- 加藤誉子
- 加藤まさを
- 加山又造
- 加々美豊
- 加藤泉
- 門脇俊一
- 門坂流
- 樺島勝一
- 金山平三
- 金子國義
- 金子之
- 金田卓也
- 狩野永徳→（狩野派）
- 狩野山楽
- 狩野探幽
- 狩野芳崖
- 狩野正信
- 狩野元信
- 椛田ちひろ
- 鏑木清方
- かみかぜいのうえ
- 神阪松濤
- 神田日勝
- 神谷泰彰
- 上村次敏
- 亀山良雄
- 鴨居玲
- 鴨下葉子
- 河野扶
- 河内成幸
- 河原勇夫
- 河原温
- 川合玉堂
- 川崎日香浬
- 川端龍子
- 川西英
- 川村清雄
- 川村勇
- 川島猛
- 川埜龍三
- 貝原浩
- 風間完
- 風見規文
- 柏原晋平
- 柏村勲
- 片瀬和夫
- 片山雅史
- カテイトエ
- 佳山隆生

### き
- 喜井黄羊
- 紀井利臣
- 北脇昇
- 北川民次
- 北澤茂夫
- 北辻良央
- 北村直登
- 岸田劉生
- 喜多川歌麿
- 喜多迅鷹
- 鬼頭鍋三郎
- 絹谷幸二
- 杵渕やすお
- 木原信
- 木村荘八
- 木内信夫
- 木梨憲武
- 木下晋
- 木全靖陛
- 木村一生
- 木村光佑 (版画家)
- 木村忠太
- 木村秀樹
- 木村英輝
- 木村利三郎
- 菊池蘇眞
- 菊地日出男
- 菊地又男
- 菊畑茂久馬
- 来住しげ樹
- 岸田尚
- 清重伸之
- キリク
- 霧村悠康

### く
- 釘町彰
- 草間彌生
- 草場一壽
- 工藤甲人
- 工藤和男
- 国吉康雄
- 国武久巳
- 久保晃
- 久下貴史
- 熊谷守一
- 倉田白羊
- 倉橋孝彰
- 倉橋孝彰
- 黒田アキ
- 黒田清輝
- 黒田頼綱（黒田清輝の甥）
- 黒井健
- 黒原和夫
- 葛岡博
- くっきー!
- 沓間宏
- 熊谷元一
- 熊本高工
- 栗原大輔
- 桑幡紀行
- 桑山忠明

### こ
- チアキコハラ
- マリオ・L・コックサイ
- 小泉斐
- 小出楢重
- 小絲源太郎
- 小磯良平
- 小杉放庵
- 小杉小二郎
- 小松崎邦雄
- 小松崎茂
- 小松均
- 小松美羽
- 小屋哲雄
- 小林古径
- 小林和作
- 小林功於
- 小林剛
- 小林正人 (画家)
- 小林泰彦
- 小島耕司
- 小屋哲雄
- 合田佐和子
- 高野三三男
- 古賀鈴鳴
- 古賀春江
- 古茂田守介
- 古賀学
- 児島善三郎
- 児玉幸雄
- 後藤仁
- 後藤純男
- 呉春
- チャーリーS.W.コウ
- 郷倉和子
- こうじょう雅之
- こうぶんこうぞう
- 興梠優護
- 五木田智央
- GOMA
- GOMA (デザイナー)
- 近藤司
- 紺野修司

## さ行

### さ
- 斉藤研
- 斉藤和
- 斎藤寿夫 (画家)
- 齋藤求
- 斎灯サトル
- 齋藤玄昌實
- 斎藤吾朗
- 斉藤南北
- 佐伯祐三
- さかもと未明
- 坂本繁二郎
- 佐々木巌
- 佐藤太清
- 佐藤正己 (画家)
- 佐藤一郎 (画家)
- 佐藤勝彦 (画家)
- サトル・サトウ
- さとうたけし
- 佐藤ブライアン勝彦
- 佐藤真生
- 佐藤涼
- 里見勝蔵
- 坂田市太郎
- 坂田秀夫
- 坂田由美子
- 坂根輝美
- 坂本善三
- 坂本和也 (画家)
- 坂本寧
- 佐々木経二
- 佐伯俊男
- 佐々木ひでお
- 西念武志
- 笹口淳
- 笹倉鉄平
- 笹田靖人

### し
- 塩崎敬子
- 塩澤文男
- 塩谷亮
- 四宮金一
- 四国五郎
- 司馬江漢
- 篠田桃紅
- 篠原昭登
- 篠原有司男
- 篠原貴之
- 篠崎正喜
- 島成園
- 島田章三
- 島﨑雲圃
- 島村達彦
- 島村洋二郎
- 島州一
- 島眞一
- 島倉二千六
- 澁澤卿
- 志村立美
- 下郷羊雄
- 下村観山
- 下田昌克
- 下出祐太郎
- 白髪一雄
- 白鳥映雪
- 白岩伸介
- 城景都
- 城米彦造
- 芝崎幸史
- 芝田米三
- ジミー大西
- じゅえき太郎
- JUNICHI
- SHOGEN
- 少路和伸
- 庄司哲郎
- 新月紫紺大

### す
- 杉浦俊香
- 杉浦正美
- 杉全直
- 杉山冽
- 杉田陽平
- 杉森瑛徳
- 菅井汲
- 杉山寧
- 鈴木朝潮
- 鈴木春信
- Morito Suzuki(鈴木盛人)
- 鈴木厚
- 鈴木悦郎
- 鈴木英之 (画家)
- 須田国太郎
- 須田寿
- すぎやまたくや
- 鷲見康夫
- 諏訪敦

### せ
- 関根正二
- 雪舟
- 雪村
- 千住博
- 仙名秀雄
- 妹尾一朗
- 瀬川康男

### そ
- 楚里清
- 曾我蕭白
- 曾宮一念
- 曾宮夕見(曾宮一念の娘)
- 曽谷朝絵
- 曽根裕
- 園勲夫

## た行

### た
- 鷹山宇一
- 高崎剛
- 高島野十郎
- 高田敬輔
- 高塚省吾
- 高野勝
- 高橋かをり
- 高橋貞一郎
- 高橋久雄
- 高橋美恵子
- 高橋由一
- 高松健太郎
- 高安醇
- 髙屋永遠
- 髙山辰雄
- 高杉學
- 高田三平
- 高塚省吾
- 高橋英生
- 高橋秀
- 高橋真琴
- 武井武雄
- 竹内栖鳳
- 竹中英太郎
- 竹久夢二
- 俵屋宗達
- 武田範芳
- 多田敬一
- 立石鐵臣
- 立川広己
- 辰野登恵子
- 谷神健二
- 谷内栄次
- 谷川晃一
- 田口玲皇奈
- 田崎廣助
- 田中敦子
- 田中一村
- 田中保
- 田中彰伯
- 田中良忠
- 田辺　至
- 玉本奈々
- 田能村竹田
- 田村能里子
- 田村吉康
- 田淵俊夫[1]
- 田渕俊夫
- 田淵安一
- 田代敏朗 (画家)
- 田岡和也
- 多田夏雄
- 多賀新
- 建石修志
- 垂井ひろし
- Daisuke ART
- たいぞう
- 蛇雄
- 滝原章助
- 巧

### ち
- 千種掃雲
- 千葉正也
- 千葉喜彦
- 鳥海青児
- 智内兄助

### つ
- 月岡雪鼎
- 辻まこと
- 土田麦僊
- 土田圭介
- 土屋秋恆
- 土屋礼一
- 常田健
- 鶴岡政男
- 鶴田吾郎
- 筒井はじめ
- 筒井伸輔
- 鶴見厚子
- 鶴身幸男
- 鶴田一郎
- 司修
- 津嶋三郎
- 蔦谷喜一
- 恒松正敏
- 弦屋光渓

### て
- ブル・デービッド
- 出久根育
- 寺田政明
- 寺西進三郎
- 寺本央輔
- 寺本幸司

### と
- 東郷青児
- 東郷たまみ
- 東洲斎写楽
- 堂野夢酔
- 東樋口徹
- 堂本阿岐羅
- 堂本印象
- 堂本元次
- 堂本尚郎
- 徳岡神泉
- 栃内忠男
- 富岡鉄斎
- 冨田溪仙
- 冨永ボンド
- 富田勝彦
- 戸村宇里(USATO)
- 戸嶋靖昌
- 豊富春菜
- 鳥井林太朗

## な行

### な
- 長沢芦雪
- 長川紋子
- 長山太一
- 長岡国人
- 長岡秀星
- 長島浩 (画家)
- 長島充
- 長渕剛
- 中川一政
- 中川画伯
- 中川八郎
- 中﨑祐旭(中崎祐旭)
- 中島義行
- 中島健太 (画家)
- 中島千波
- 中島盛夫
- 中島由夫
- 中一弥
- 中浜稔
- 中原洲一
- 中西夏之
- 中西康祐
- 中西繁
- 中西立太
- 中村岳陵
- 中村清治
- 中村彝
- 中村愼一
- 中村英夫
- 中村正義
- 中村貞夫
- 中村俊介 (画家)
- 中村宏
- 中村不折
- 名嘉睦稔
- 名倉弘雄
- 仲井良太
- 永沢まこと
- 永田力
- 永井秀幸
- 永本冬森
- 奈良美智
- 鳴海康弘

### に
- 西川裕信
- 西村元三朗
- 西田半峰
- 西川治 (写真家)
- 西村浩幸

### ぬ
- 沼田識史

### の
- 野又穫
- 野間仁根
- 野見山暁治
- 野田英夫
- 野田弘志
- 野々内保太郎
- 野々内良樹
- 野々村直通
- 野原櫻州
- 野村宣義

## は行

### は
- 橋本雅邦
- 橋本シャーン
- 橋本明治
- 橋本博英
- 橋本勝
- 長谷川潔
- 長谷川等伯
- 長谷川利行
- 長谷川路可
- 長谷川義史
- 長谷川彰一
- 秦テルヲ
- 初山滋
- 英一蝶
- 浜口陽三
- 浜田台児
- 浜田泰介
- 濱田亨
- 浜征彦
- 濱野彰親
- 早川義孝
- 早川利光
- 林雲渓
- 林敬二
- 林倭衛
- 林素菊
- 林唯一
- 林武
- 林田重正
- 林哲夫
- 林義雄
- 林家木久扇
- 速水御舟
- 原精一
- 原田泰治
- 原田敏廣
- 萩原英雄
- 花田和治

### ひ
- 日影眩
- 稗田一穂
- 東山魁夷
- 菱川師宣
- 菱田春草
- 日高浩耀
- 広田稔
- 平川敏夫
- 平塚運一
- 平松礼二
- 平山郁夫
- 平賀亀祐
- 平賀源内
- 平沢茂太郎
- びしょっぷ英郎
- 恢余子

### ふ
- 福井洋一
- 福井良之助
- 福井良佑
- 福井良宏
- 福沢一郎
- 福島瑞穂 (洋画家)
- 福田豊四郎
- 福田平八郎
- 福井爽人
- 藤島武二
- 藤城清冶
- 藤田嗣治
- 藤田吉香
- 藤村喜美子
- 藤原向意
- 藤井湧泉
- 藤井勉
- 藤田邦統
- 深井国
- 深海武範
- 深沢邦朗
- 深堀隆介
- 不二本蒼生
- 古谷振一
- 古屋正成
- 古山浩一

### ほ
- 星野富弘
- 堀文子
- 堀内規次
- 堀浩哉
- 梵天太郎
- 本間武男
- 本間亮次
- 本間聖丈

## ま行

### ま
- 前川強
- 前川雅幸
- 前川佳文
- 前田寛治
- 前田常作
- 前田青邨
- 牧進
- 牧野伊三夫
- 松井和弘
- 松樹路人
- 松下春雄
- 松島正幸
- 松野一夫
- 松村景文
- 松本栄一郎
- 松本竣介
- 松本忠
- 松本奉山
- 松岡義和
- 松平修文
- 松永瑞方
- 松山智一
- 益田玉城
- 圓島努
- 円山応挙
- 丸木位里
- 丸木俊
- 丸尾宏一
- 丸山清人
- 丸山直文
- MAYA MAXX
- 正子公也
- 増田信敏
- 交楽龍弾
- 真鍋俊照
- 真野岩夫

### み
- 三浦巖
- 三尾公三
- 御木惇史
- 三岸好太郎
- 三岸節子
- 三野哲二
- 三輪修
- 三津野アキラ
- 水戸部七絵
- Mr.
- 満谷国四郎
- 宮原麗子
- 宮永岳彦
- 宮本三郎
- 宮本豊蔵
- 宮澤利昭
- 宮下昌也 (画家)
- 水谷勇夫
- 南一平
- 皆吉司
- 弥勒祐徳

### む
- 向井潤吉
- 向井隆豊
- 向井修二
- 棟方志功
- 村石米齋
- 村上華岳
- 村上隆
- 村上豊
- 村上善男
- 村田茂樹
- 村田林藏
- 村山槐多
- 村山知義
- 村山悟郎

### め
目秦寛史

### も
- 元永定正
- 持田総章
- モリ・ナオ
- 守屋多々志
- 守谷史男
- 森村泰昌
- 森本草介
- 森本木羊子
- 森芳雄
- 森田茂
- 森岡寿里
- 森弘一郎
- 森鑛子
- 森口裕二
- 森崎伯霊
- 模写絵師つねきち
- 本宮健史
- 茂田井武
- 望月桂
- 師岡正典

## や行

### や
- ヒロ・ヤマガタ
- 安井曾太郎
- 安田靫彦
- 安田祐子
- 安田全利
- 柳沢翔
- 柳瀬正夢
- 保田義孝
- 矢玉四郎
- 矢野眞
- 矢野竜輝
- 矢崎博信
- 矢吹璋雲
- 山極満博
- 山内崇嗣
- 山内龍雄
- 山内滋夫
- 山口聡一
- 山口椿
- 山口薫
- 山口華楊
- 山口啓介
- 山口源
- 山口健児
- 山口将吉郎
- 山口蓬春
- 山下清
- 山下三千夫
- 山田和宏
- 山田正亮
- 山中現
- やまもと雄大
- 山本集
- 山本じん
- 山本タカト
- 山本剛之
- 山本拓也 (洋画家)
- 山本太郎 (画家)
- 山本誠 (画家)
- 山本明比古
- 山本丘人
- 山本芳翠
- 山本鼎
- 山本文彦
- 山本貞
- 山本純之助
- 山本隆
- ヤマサキユズル

### ゆ
- 湯浅桑月
- 湯浅利八
- 弓指寛治
- 優耶YAMBASU

### よ
- バロン吉元
- 萬鉄五郎（よろず てつごろう）
- 横尾忠則
- 横山大観
- 横山操
- 横井礼以
- 与謝蕪村
- 與那覇朝大
- 吉井爽子
- 吉井忠
- 吉岡憲
- 吉田花子[2]
- 吉原治良
- 吉田翔
- 吉村芳生
- 吉田茂承
- 吉田類
- 吉田堅治
- 吉田ファミリー
- 吉永邦治
- 吉永裕
- 吉原英雄
- 吉本作次
- 四方田草炎
- 葉祥明
- 横井礼以

## ら行

### ら
- ラファエル (ファッションモデル)

### り
- 笠青峰（りゅう せいほう）
- Ryu（りゅう）
- 李禹煥

### れ
- レオ澤鬼

### ろ
- ロッカクアヤコ

## わ行

### わ
- 若一光司
- 若菜珪
- 若林景光
- 若林茂熙
- 脇屋主三
- 脇田愛二郎
- 脇田和
- 和田英作
- 和田恵秀
- 和田三造
- 和田義彦
- 和田邦坊
- 渡辺崋山
- 渡辺あきお
- 渡辺修渡舟
- 渡邊晃一
- 渡辺千尋
- 渡辺隆次